# (9017) Babadzhanyan
(9017) Babadzhanyan ist ein Asteroid des Hauptgürtels, der am 2. Oktober 1986 von der ukrainisch-sowjetischen Astronomin Ljudmyla Wassyliwna Schurawlowa am Krim-Observatorium (IAU-Code 095) in Nautschnyj entdeckt wurde.
Der Asteroid wurde am 9. März 2001 nach dem armenischen Komponisten und Pianisten Arno Babadschanjan (1921–1983) benannt, der bei verschiedenen internationalen Musikwettbewerben als Preisträger hervorging und 1950 die Armenische Rhapsodie komponierte.